# AO Kavala
Maillots
Le Athlitikos Omilos Kavala (en grec moderne : Αθλητικός Όμιλος Καβάλα), plus couramment abrégé en AO Kavala, est un club grec de football fondé en 1965, et basé dans la ville de Kavala.

## Histoire
L'AO Kavala est fondé en 1965 à la suite de la fusion du Phillipoi Kavala, de l'Iraklis Kavala et du AE Kavala. En 1969, le club est promu pour la première fois en Alpha Ethniki en devenant champion de Beta Ethniki.
Après s'être maintenu pendant 12 saisons, le club descend en fin d'Alpha Ethniki 1982 en Beta Ethniki. Après 11 années à ce niveau, et une année en Gamma Ethniki (1988-1989), le club remonte en 1994 en Superleague Ellàda (nouveau nom de la première division). Il redescend immédiatement à la fin de la saison suivante en 1995.
En 1996, Kavala devient champion de Beta Ethniki et peut à nouveau accéder à la Superleague Ellàda.
Pendant quatre saisons, le club se maintient mais redescend après la Superleague 2000. S'ensuivent quelques « années noires » pendant lesquelles l'AO Kavala navigue entre Beta Ethniki (2000-2001, 2002-2003) et Gamma Ethniki (2001-2002, 2003 à 2008).
En 2008, le club fait signer des joueurs comme Fánis Kateryannákis ou Alex Alves, qui emmènent l'équipe jusqu'à la promotion en Superleague Ellàda en terminant troisième de Beta Ethniki. Pour la saison 2009-2010, le président Stavros Psomiadis choisit de recruter plusieurs joueurs issus du championnat de France (Pierre Ducrocq, Frédéric Mendy, Wilson Oruma, Douglão, Djamel Abdoun, etc.) dans le but d'obtenir le maintien du club. Il recrute également le Brésilien Diogo Rincón (en) et approche Jean Calvé mais celui-ci refuse le transfert. Guillaume Rippert, qui avait initialement signé un contrat de trois ans, le résilie quelques jours plus tard pour cause d'engagements non tenus et envisage de porter plainte auprès de l'UEFA avec l'aide de l'UNFP. En janvier 2010, l'international brésilien Denilson signe un contrat de deux ans et demi avec le club.
L'AO Kavala assure son maintien aisément en terminant sixième, assez proche d'une qualification européenne. Sportivement, la saison suivante est similaire, avec une septième place, mais le club est impliqué dans un scandale extra-sportif, une affaire de matchs truqués qui secoue l'ensemble du championnat grec. Une première décision de la commission de discipline condamne l'AO Kavala et l'Olympiakos Volos, également impliqué, à la relégation en deuxième division. Les deux clubs parviennent dans un premier temps à faire annuler la décision en appel, les sanctions devant être limitées à plusieurs points de pénalité pour la saison suivante. Mais alors que le championnat devait reprendre sous peu, les instances annoncent une sanction encore plus lourde que celle initiale en retirant leur licence professionnelle aux deux clubs, les contraignant à repartir en Delta Ethniki (quatrième division).
L'AO Kavala dispute donc la saison 2011-2012 de Delta Ethniki, qu'il termine à la quatrième place de son groupe. Ce classement devrait être insuffisant pour la montée, mais le club est finalement directement promu en Football League (nouveau nom de la deuxième division) en raison d'un nouveau rebondissement dans l'affaire de corruption : le conseil de la fédération juge en effet que la relégation en Delta Ethniki résultait d'une intervention illégale du gouvernement grec, et l'annule. Le club termine cette saison 2012-2013 de Football League en milieu de tableau, à la 11e place.

## Palmarès
| Compétitions nationales |
| --- |
| - Championnat de Grèce de deuxième division (3) : - Champion : 1968-1969, 1975-1976, 1995-1996. - Championnat de Grèce de troisième division (1) : - Champion : 2007-2008 (Zone Nord). |

## Personnalités du club

### Présidents
- Vlasis Tsakas
- Stavros Psomiadis
- Sotiris Delikaris

### Entraîneurs
| - Antonis Georgiadis (1966 - 1968) - Bela Palfi (1969 - 1975) - Kostas Karapatis (1975) - Jane Janevski (1975 - 1977) - Amos Mariani (1977 - 1978) - Vassilis Daniil (1979 - 1981) - Michalis Bellis (1982) - Giannis Mantzourakis (1985 - 1986) - Angelos Anastasiadis (1994) - Leonidas Dimitrakopoulos (1994) - Todor Barzov (1994 - 1995) - Christos Terzanidis (1995) - Georgios Paraschos (1995 - 1997) - Grzegorz Lato (1997) - Konstantinos Iosifidis (1997 - 1998) - Stelios Katrakylakis (1998) - Nikos Goulis (1998 - 1999) - Makis Katsavakis (1999) - Vangelis Vlachos (1999) - Georgios Paraschos (1999 - 2000) - Nikos Goulis (2000) - Michalis Filippou (2000) | - Konstantinos Iosifidis (2000 - 2001) - Athanasios Dokas (2001 - 2002) - Dimos Filippidis (2002) - Georgios Benos (2002) - Symeon Anthoulakis (2002 - 2003) - Zoran Zukić (2003) - Georgios Benos (2003) - Symeon Anthoulakis (2003 - 2004) - Daniil Papadopoulos (2004) - Symeon Anthoulakis (2004 - 2005) - Jorge Barrios (2005 - 2006) - Vangelis Goutis (2006) - Panagiótis Tsalouchídis (2006 - 2007) - Stratos Voutsakelis (2007 - 2008) - Nikolaos Zalikas (2008) - Reiner Maurer (2008) - Níkos Anastópoulos (2008 - 2009) - Giannis Papakostas (2009) - Vangelis Goutis (2009 - 2010) - Aad de Mos (2010) - Konstantinos Tsalikis (2010) - Dragan Okuka (2010) | - Henryk Kasperczak (2010 - 2011) - Giannis Mantzourakis (2011) - Marius Șumudică (2011) - Elvis Scoria (2011) - Kostas Vasilakakis (2012) - Nikos Papadopoulos (2012 - 2013) - Georgios Marantas (2013) - Ioannis Topalidis (2013) - Diethelm Ferner (2013) - Apostolos Charalampidis (2013) - Symeon Anthoulakis (2013) - Georgios Marantas (2013 - 2014) - Michalis Iordanidis (2014) - Giannis Ispyrlidis (2014 - 2015) - Konstantinos Anyfantakis (2015) - Giannis Taousianis (2016) - Angelos Digozis (2016 - 2017) - Konstantinos Anyfantakis (2017 - 2018) - Pavlos Dermitzakis (2018 - 2020) - Konstantinos Anyfantakis (2020 - 2021) - Sakis Papavasiliou (2021 - ) |

## Logos du club

Ancien logo
Ancien logo